# Тілопо білоголовий
Тілопо білоголовий (Ptilinopus eugeniae) — вид голубоподібних птахів родини голубових (Columbidae). Ендемік Соломонових Островів. Вид названий на честь французької імператриці Євгенії де Монтіхо.

## Поширення і екологія
Білоголові тілопо мешкають на острові Макіра та на сусідніх островах Уґі і Малаупаїна. Вони живуть у вологих тропічних лісах. Зустрічаються на висоті до 700 м над рівнем моря. Живляться плодами і ягодами.

## Збереження
МСОП класифікує стан збереження цього виду як близький до загрозливого. Білоголовим тілопо загрожує знищення природного середовища.